# Irawadi (prowincja)
Irawadi (birm. ဧရာဝတီတိုင်းဒေသကြီး /ʔèjàwədì táiɴ dèθa̰ dʑí/, ang. Ayeyarwady Region) – jedna z prowincji w Mjanmie (Birmie), ze stolicą w Basejn. 
Ziemie zajmującej aluwialną dolinę Irawadi prowincji są płaskie i dobrze nawodnione stwarzając bardzo dobre warunki do uprawy ryżu. Inne ważne uprawy, to sezam, orzechy ziemne i fasola. Ponadto podstawę gospodarki stanowią rybołówstwo, pozyskiwanie drewna z lasów namorzynowych i uprawa juty. Prowincja Irawadi jest największym w Mjanmie producentem pasty rybnej ngapi.